# Jafrabad
Jafrabad là một thành phố và khu đô thị của quận Amreli thuộc bang Gujarat, Ấn Độ.

## Nhân khẩu
Theo điều tra dân số năm 2001 của Ấn Độ, Jafrabad có dân số 25.081 người. Phái nam chiếm 51% tổng số dân và phái nữ chiếm 49%. Jafrabad có tỷ lệ 49% biết đọc biết viết, thấp hơn tỷ lệ trung bình toàn quốc là 59,5%: tỷ lệ cho phái nam là 61%, và tỷ lệ cho phái nữ là 37%. Tại Jafrabad, 17% dân số nhỏ hơn 6 tuổi.